# マナセ・ソガバレ
マナセ・ダムカナ・ソガバレ（英: Manasseh Damukana Sogavare、1955年1月17日 - ）は、ソロモン諸島の政治家。
2000年から2001年、2006年から2007年、2014年から2017年、2019年から2024年まで同国首相を務めた。1997年以来、東チョイスル選挙区選出の国会議員を務める。

## 概要
首相を幾度となく歴任し、強いリーダーシップを発揮してきたソガバレ政権だが、第四次政権以降は親中路線を取り始めて台湾との国交を断絶し、新冷戦における、所謂「東側」との関係強化路線を図ったことでオセアニア地域における地域大国であるオーストラリアに警戒された。またソガバレ政権下では民主主義の後退や専制的、権威主義的な政治が行われているとしてソガバレを独裁者と見なす声も少なくはない。

## 経歴
1997年8月6日の総選挙で、東チョイスル選挙区から国会議員に当選した。それ以前には財務事務次官や内国歳入庁長官、ソロモン諸島中央銀行理事、ソロモン諸島国営積立基金理事長などを務めていた。
バーソロミュー・ウルファアル首相のもと、1997年に財務相に就任したが、1998年7月半ばに解任された。ソガバレにはその理由が思い当たらず、また何の理由も示されなかったので、解任に衝撃を受けていると述べ、説明を要求した。8月初めには、ウルファアルと同政権に対する支持を撤回した上で、ウルファアルを独裁的かつ偽善的な指導者であり、もっぱら保身のために安定を強調しているとして非難した。
同年9月の終わりに、ソガバレは野党の副院内総務に選任された（院内総務はソロモン・ママロニ）。2000年1月にママロニが亡くなると、同月に野党院内総務に昇格した。この選挙では、参加した10名の野党国会議員全員がソガバレに投票した。

### 首相1期目 (2000-2001)
2000年6月30日、ソガバレは国会で賛成23票、反対21票で首相に選出された。これに先立つ時期、ウルファアルは反乱軍に拘束され、辞任を余儀なくされていた。ソガバレは2001年12月17日まで首相を務めた。

### 無役 (2001-2006)
2001年の総選挙で、ソガバレの所属政党は3議席しか得られなかったものの、ソガバレは再選を果たした。
国会では、2002年と2005年から2006年に法案・法律委員を務めた。

### 首相2期目 (2006-2007)
2006年の総選挙後は、アラン・ケマケザ首相の後任のスナイダー・リニを引きずり下ろすべく政党連合を模索したが、首相候補をめぐって争いが生じた。2006年4月18日の首相選出投票では、ソガバレは50票のうち11票を得るにとどまり、3位に終わった。その後はリニ支持に切り替え、リニの首相就任に貢献した。ソガバレも連立与党に入り、商工雇用相に指名された。
2006年4月26日にリニが辞任すると、ソガバレは再び首相職をねらうことに決めた。5月4日の国会における投票で、ソガバレは28票を得て、政権与党のフレッド・フォノ候補（22票）に勝利した。宣誓はその後ただちに行われた。首相としての主な課題には、リニの首相在任中に発生した反乱からの正常化などがあった。
同年10月11日にはフォノが提出した不信任決議案が国会で採決されたが、賛成17票、反対28票で否決された。オーストラリアとの関係悪化が、不信任決議案の提出を早めた。ソガバレは9月にオーストラリアのパトリック・コール高等弁務官を国外退去処分にし、未成年者とみだらな行為をした疑いでオーストラリアが引き渡しを求めていたジュリアン・モティ（元ソロモン諸島法務長官）を弁護した。10月13日には、ソロモン諸島で活動する支援部隊からオーストラリア人を追放すると述べて脅迫した。その1週間後には、ソロモン諸島地域支援部隊のオーストラリア人平和維持要員らが、モティの事件に関する証拠を求めてソガバレの執務室を襲撃した（ソガバレは不在だった）。

### 野党院内総務 (2007-2014)
2007年12月13日には再び国会で不信任決議案の採決が行われ、賛成25票、反対22票で可決された。新首相が選出されるまで、ソガバレは首相職に留まったが、12月20日に野党のデリック・シクア候補が、ソガバレのもとで外相を務めていたパッテソン・オチを破って当選した。同日、ソガバレは野党院内総務となった。
2010年、ソガバレは8名の国会議員とともにOUR党を結成した。同党は同年の総選挙で、3議席を獲得した。

### 首相3期目 (2014-2017)
2014年の総選挙後、ソガバレは三度首相に就任した。2017年10月末に連立政権の一部が離脱し、同年11月6日に内閣不信任案が議会で賛成27、反対23で可決された。

### 首相4期目（2019-2024）
2019年4月3日、同選挙が行われて50人の国会議員が当選。同月24日、議員の投票によりソガバレが再び首相に就任した。ソガバレは、就任直後より対外関係の見直しを表明。アメリカのマイク・ペンス副大統領と電話会談を行うとともに書簡を送り、国内の重要課題であるインフラ開発に向け、アメリカやオーストラリア、ニュージーランド、日本、台湾の支援が必要だと訴えた。同年9月上旬には外相を台湾に派遣したが、外相が帰国する以前の段階から「台湾は役に立たない」との見方を示し態度を硬直化させた。同年9月16日、いままで中国として承認していた台湾（中華民国）と断交し、中華人民共和国との国交を回復することを発表した。断交発表後、ペンス副大統領側はソガバレとの会談予定をキャンセルしている。
2021年11月24日、中国との関係強化や公約を果たしていないソガバレに不満を持つ住民によるデモが発生。首相退陣を求めて国会に侵入しようとしたため、政府は首都ホニアラに外出禁止令を発出した。デモは翌25日にも発生して暴動に発展した。暴動に対し中国政府は懸念を表明し、オーストラリア政府は警官と軍人の派遣を行った。同年12月6日には国会で野党が提出した不信任決議案の採決が行われ、賛成15、反対32、棄権2で否決された。
2022年に中国との間で安全保障協定を締結、2023年には警察協定を締結し、中国の警察官の駐留を認める一方、オーストラリアとの安全保障体制を見直すなど、着々と中国との関係を強化している。2023年9月には北京市に駐中国大使館を開設することを決定した。これら取り組みに懸念を表明するオーストラリアやアメリカ合衆国などの近隣大国に対しては逆にこれらの国が中心となっているAUKUSなどの枠組みを批判している。
2023年9月23日、国際連合総会に出席。福島第一原子力発電所の処理水の海洋放出を非難する演説を行った。また中国が主導する巨大経済圏構想、一帯一路を称賛。中国に同調する姿勢を示した。直後の25日にアメリカがホワイトハウスにて開催した太平洋諸島フォーラム(PIF)の首脳会議には出席せず帰国。27日夜の記者会見では説教を避けるためだったことを明かした。
2024年4月17日執行の総選挙で与党は過半数を獲得できず、ソガバレは4月29日に新首相を選出する選挙への立候補を断念すると表明した。